# Segunda División Provincial de Fútbol de Lima 1930
Fue la primera edición de la Segunda División Provincial de Lima, (equivalente a la tercera categoría), llevándose a a cabo en 1930. Los campeones de ambas series, ascienden de manera directa a la División Intermedia para el siguiente periodo. El campeón de campeones, de la Segunda División Provincial, fue el club Telmo Carbajo.

## Historia
En 1930, se modifica el sistema del campeonato peruano por la FPF.  La Segunda División Provincial de Lima, desempeña el papel de tercera categoría en ese entonces. El torneo se organiza de la siguiente manera. Se divide en dos series: ambas series de 13 equipos. Los campeones de cada serie, ascienden directamente a la División Intermedia del siguiente año. A su vez, disputan el título de la Segunda División Provincial.  Finalmente,  Telmo Carbajo venció por 2-1 al Sucre F.B.C.,  logrando el título de la Segunda División.
Mientras los 4 últimos equipos de cada serie, descienden a la Tercera División Provincial de Fútbol de Lima, del siguiente periodo.

## Campeonato

### Primera Serie
| #  | Club                        | PJ | PG | PE | PP | PTS |
| -- | --------------------------- | -- | -- | -- | -- | --- |
| 1  | Sucre F.B.C.                | 12 | 9  | 2  | 1  | 20  |
| 2  | Juventud Soledad            | 12 | 8  | 3  | 1  | 19  |
| 3  | Juventud Gloria             | 12 | 8  | 3  | 1  | 19  |
| 4  | Luxardo Magdalena           | 12 | 9  | 1  | 2  | 19  |
| 5  | Sport José Gálvez           | 12 | 8  | 2  | 2  | 18  |
| 6  | Deportivo Obrero Chorrillos | 12 | 8  | 0  | 4  | 16  |
| 7  | Huáscar Barranco            | 12 | 6  | 2  | 4  | 14  |
| 8  | Porvenir Miraflores         | 12 | 4  | 1  | 7  | 9   |
| 9  | Sanguinetti y Dasso         | 12 | 2  | 3  | 7  | 7   |
| 10 | Octavio Espinoza            | 12 | 2  | 1  | 9  | 5   |
| 11 | Alfonso Ugarte de Barranco  | 12 | 2  | 0  | 10 | 4   |
| 12 | Buenos Aires Chorrillos     | 12 | 0  | 0  | 12 | 0   |
| 13 | Diego de Almagro            | 12 | 0  | 0  | 12 | 0   |

|  | Campeón y ascendido a la División Intermedia 1931 |
|  | Descendido a Tercera División 1931                |

### Segunda Serie
| #  | Club                | PJ | PG | PE | PP | PTS |
| -- | ------------------- | -- | -- | -- | -- | --- |
| 1  | Telmo Carbajo       | 12 | 12 | 0  | 0  | 24  |
| 2  | Rada y Gamio        | 12 | 9  | 1  | 2  | 19  |
| 3  | Porteño F.B.C.      | 12 | 8  | 2  | 2  | 18  |
| 4  | Sporting Bellavista | 12 | 8  | 1  | 3  | 17  |
| 5  | Atlético Córdoba    | 12 | 6  | 2  | 4  | 14  |
| 6  | Sportivo Abancay    | 12 | 5  | 3  | 4  | 13  |
| 7  | Racing F.B.C.       | 12 | 5  | 2  | 5  | 12  |
| 8  | Sport Las Leonas    | 12 | 5  | 1  | 6  | 11  |
| 9  | Juventud Nepeña     | 12 | 5  | 0  | 7  | 10  |
| 10 | Foción Mariátegui   | 12 | 3  | 1  | 8  | 7   |
| 11 | Combinado Rímac     | 12 | 2  | 1  | 9  | 5   |
| 12 | Sport Magdalena     | 12 | 1  | 0  | 12 | 2   |
| 13 | Social Progresista  | 12 | 0  | 0  | 12 | 0   |

|  | Campeón y ascendido a la División Intermedia 1931 |
|  | Descendido a Tercera División 1931                |

### Definición título
|  | Telmo Carbajo | 2–1 | Sucre F.B.C. |  |  |